# Ryō Takahashi (músico)
Ryo Takahashi (高橋諒 Takahashi Ryō?, 1 de noviembre de 1985) es un músico y compositor japonés. Takahashi era fanático de la banda de rock estadounidense The Ventures, lo que lo inspiró a emprender una carrera musical, y la universidad lo inspiró a convertirse en compositor, en el que obtuvo su primer papel principal con Oshiete! Galko-chan en 2016. Desde 2016, ha compuesto música para varias series, como ACCA: 13-ku Kansatsu-ka y SK∞ the Infinity. Bajo el nombre de Void_Chords, ha interpretado temas musicales para Two Car, Princess Principal, y Arifureta Shokugyō de Sekai Saikyō.

## Biografía
Ryo Takahashi nació el 1 de noviembre de 1985. Takahashi era fanático de la banda de rock estadounidense The Ventures, lo que lo inspiraría a seguir una carrera musical. Mientras estaba en la universidad, Takahashi estudió composición musical, lo que lo influiría para convertirse en compositor. En 2016, hizo su debut como compositor principal con la adaptación al anime de Oshiete! Galko-chan.
En 2017, compuso la música para la adaptación al anime de ACCA: 13-ku Kansatsu-ka y como Void_Chords el tema de apertura de Princess Principal. En los Crunchyroll Anime Awards, el primero fue nominado a mejor banda sonora y el segundo a mejor tema de apertura.

## Trabajos

### Anime
| Año       | Título | Estudio                        | Rol                                              | Ref(s)       |
| --------- | --- | ------------------------------ | ------------------------------------------------ | ------------ |
| 2016      | Oshiete! Galko-chan | Feel                           | Compositor                                       | [ 4 ]        |
| 2016      | Regalia: The Three Sacred Stars | Actas                          | Compositor                                       | [ 8 ]        |
| 2017      | ACCA: 13-ku Kansatsu-ka | Madhouse                       | Compositor                                       | [ 5 ]        |
| 2017      | Princess Principal | 3Hz Actas                      | Compositor del tema de apertura                  | [ a ] [ 6 ]  |
| 2017      | Code: Realize - Sōsei no Himegimi - | M.S.C                          | Compositor                                       | [ 9 ]        |
| 2017      | Yōkoso Jitsuryoku Shijō Shugi no Kyōshitsu e | Lerche                         | Compositor                                       | [ 10 ]       |
| 2017      | Two Car | Silver Link                    | Compositor y compositor del tema de cierre       | [ a ] [ 11 ] |
| 2018      | Citrus | Passione                       | Compositor                                       | [ 12 ]       |
| 2019–2022 | Arifureta Shokugyō de Sekai Saikyō | Asread White Fox studio MOTHER | Compositor y compositor del tema de apertura     | [ a ] [ 13 ] |
| 2019      | Keishichou Tokumubu Tokushu Kyouakuhan Taisakushitsu Dainanaka: Tokunana | Anima&Co.                      | Compositor                                       | [ 14 ]       |
| 2020      | Argonavis from BanG Dream! | Sanzigen                       | Compositor                                       | [ 15 ]       |
| 2021      | Skate-Leading☆Stars | J.C.Staff                      | Compositor                                       | [ 16 ]       |
| 2021      | SK∞ the Infinity | Bones                          | Compositor                                       | [ 17 ]       |
| 2021–2023 | Kyūketsuki Sugu Shinu | Madhouse                       | Compositor                                       | [ 18 ]       |
| 2022      | Tribe Nine | Liden Films                    | Compositor del tema de cierre                    | [ a ] [ 19 ] |
| 2022      | Healer Girl | 3Hz                            | Compositor                                       | [ 20 ]       |
| 2022      | RWBY: Hyousetsu Teikoku | Shaft                          | Compositor del tema de apertura                  | [ a ] [ 21 ] |
| 2022      | Smile of the Arsnotoria the Animation | Liden Films                    | Compositor junto a Ken Itō                       | [ 22 ]       |
| 2023      | Ningen Fushin no Bōkensha-tachi ga Sekai o Sukū Yō Desu | Geek Toys                      | Compositor                                       | [ 23 ]       |
| 2023      | High Card | Studio Hibari                  | Compositor                                       | [ 24 ]       |
| 2023      | World Dai Star | Lerche                         | Compositor junto a Kenichi Kuroda y Tatsuya Yano | [ 25 ]       |
| 2024      | Wind Breaker | CloverWorks                    | Compositor                                       | [ 26 ]       |
| 2025      | Guilty Gear Strive: Dual Rulers | Sanzigen                       | Compositor                                       |              |
| 2025      | Shinjiteita Nakama-tachi ni Dungeon Okuchi de Korosarekaketa ga Gift "Mugen Gacha" de Level 9999 no Nakama-tachi o Te ni Irete Moto Party Member to Sekai ni Fukushuu & "Zamaa!" Shimasu! | J.C.Staff                      | Compositor                                       | [ 27 ]       |
| 2026      | “Omae Gotoki ga Maō ni Kateru to Omou na” to Yūsha Party o Tsuihō Sareta node, Ōto de Kimama ni Kurashitai                                                                                | A.C.G.T                        | Compositor                                       | [ 28 ]       |

### Películas
| Año  | Título                  | Estudio   | Rol        | Ref(s) |
| ---- | ----------------------- | --------- | ---------- | ------ |
| 2013 | Ai no Utagoe o Kikasete | J.C.Staff | Compositor | [ 29 ] |

### Web series
| Año       | Título          | Estudio               | Rol                        | Ref(s) |
| --------- | --------------- | --------------------- | -------------------------- | ------ |
| 2016–2017 | Dream Festival! | Bandai Namco Pictures | Compositor junto a Ken Itō | [ 30 ] |